# Tubastraea micranthus
Tubastraea micranthus är en korallart som först beskrevs av Ehrenberg 1834.  Tubastraea micranthus ingår i släktet Tubastraea och familjen Dendrophylliidae. Inga underarter finns listade i Catalogue of Life.